# Рубахин, Константин Викторович
Константин Викторович Рубахин (род. 9 июля 1975, Губкин) — российский поэт и общественный деятель.

## Биография
Сын предпринимателя Виктора Емельяновича Рубахина, на рубеже 1990—2000-х гг. топ-менеджера Лебединского ГОКа, затем члена Совета директоров компании «Рудгормаш».
Окончил факультет журналистики Воронежского университета (1997) и аспирантуру Санкт-Петербургского университета (кафедра социальной философии).
С 2001 г. жил и работал в Москве как сотрудник аналитической редакции телеканала ОРТ, аналитического отдела Министерства транспорта Российской Федерации, политтехнолог, советник руководителей Росавиации и авиакомпании «Атлант-Союз». Был помощником народного депутата РФ Ильи Пономарёва.

## Общественная деятельность
С 2012 г. лидер общественного движения «В защиту Хопра», выступавшего против сооружения Уральской горно-металлургической компанией никеледобывающего производства в Воронежской области.
В 2013 г. выехал из России, в 2015 получил политическое убежище в Литве, затем перебрался в Латвию. Выступает с общественными расследованиями российской коррупции. В феврале 2022 года подписал открытое письмо, охарактеризовавшее российское вторжение на Украину как «моральную катастрофу России, поставившую её на одну доску с фашистской Германией».

## Литературная деятельность
Как поэт дебютировал в 1999 г. в альманахе молодой литературы «Вавилон». Выпустил три книги стихов, публиковался в журналах «Воздух», «Новая Юность» и «Знамя», антологиях «Нестоличная литература», «Очень короткие тексты», «Девять измерений», «Поэзия последнего времени», Вестнике оппозиционной русскоязычной культуры ROAR. Критика относила творчество Рубахина к воронежской школе современной русской поэзии.